# Sīāh Gāv
Sīāh Gāv (persiska: سياه گاو, سراب نقل) är en ort i Iran.   Den ligger i provinsen Ilam, i den västra delen av landet, 500 km sydväst om huvudstaden Teheran. Sīāh Gāv ligger 746 meter över havet och antalet invånare är 113.
Terrängen runt Sīāh Gāv är kuperad åt sydväst, men åt nordost är den bergig. Runt Sīāh Gāv är det ganska glesbefolkat, med 26 invånare per kvadratkilometer. Närmaste större samhälle är Mūrmūrī, 15,3 km söder om Sīāh Gāv. Omgivningarna runt Sīāh Gāv är i huvudsak ett öppet busklandskap.